# Mannix-Akte
Die Mannix-Akte (engl.: Mannix Ledger) ist eine Sammlung von Kosten und Einkünften der meisten Filme, die in den Jahren 1924 bis 1962 von MGM produziert wurden. Sie basiert auf den Aufzeichnungen des amerikanischen MGM-Managers Eddie Mannix. Für diese Filme sind die entstandenen Kosten, die Einnahmen auf dem US-amerikanischen und kanadischen Markt sowie die Einnahmen auf den außeramerikanischen Märkten aufgeführt. Die Einnahmen umfassen dabei in erster Linie die der jeweiligen Erstveröffentlichung. Einkünfte durch Wiederveröffentlichungen zu späteren Zeitpunkten werden separat berücksichtigt.
Die bekannteste und am meisten zitierte Auswertung der Mannix-Akte erfolgte durch H. Mark Glancy. Allerdings deckt diese Analyse nur die ersten 25 Jahre der Mannix-Akte (1924 bis 1948) ab. Weitere umfassendere Auswertungen existieren nicht, obwohl die Daten der Mannix-Akte die Grundlage für viele speziellere Analysen sind.
Der Grund, warum die Mannix-Akte angelegt wurde, ist unbekannt, ebenso ihre Verwendung und Einzelheiten der Berechnungsgrundlagen, mit denen die Zahlen erstellt wurden. Das Dokument wurde in den Unterlagen von Howard Strickling, dem langjährigen Leiter der MGM-Publicity-Abteilung, gefunden, und trug Mannix' Namen. Mannix und Strickling galten bei MGM als Fixer, die in enger Zusammenarbeit mit der Lösung vieler von MGM-Stars verursachten Probleme betraut wurden. Als sicher gilt nur, dass Mannix, der unter anderem zuständig für die finanziellen Angelegenheiten des Studios war, Anlass und Gelegenheit hatte, die Zahlen zu erarbeiten.
Das Original-Dokument der Mannix-Akte wird zurzeit als Teil der Howard Strickling Sammlung in der Margaret Herrick Library der Academy of Motion Picture Arts and Sciences (AMPAS) aufbewahrt.